# Clase Ning Hai
La clase Ning Hai (en chino 甯海, en pinyin níng hǎi,  literalmente "Mares pacíficos") fue una clase de cruceros ligeros compuesta por dos barcos que estuvieron en servicio en la Armada de la República de China desde antes de la segunda guerra sino-japonesa. El Ning Hai fue el barco líder de la clase, seguido del Ping Hai (en chino 平海, en pinyin píng hǎi, literalmente "Mares amigables"). Los dos fueron buques insignia de la armada. La República de China tenía pensado un programa para actualizar y fortalecer su armada, y tenía planeado transformar estos barcos en exploradores y escoltas de submarinos, pero con el inicio de la guerra contra el Imperio del Japón se tuvo que poner fin a este proyecto.
Ambos barcos fueron hundidos en la batalla en el río Yangtsé, cerca de Nankin por la aviación japonesa el 23 de septiembre de 1937. Fueron reflotados al conquistar la capital y fueron entregados al Gobierno nacionalista de Nankín, para finalmente arrebatárselos para defender diezmada armada japonesa en 1944 con la finalidad de proteger otros navíos. En manos de los japoneses se les conocerían como Ioshima (Ning Hai) e Yasoshima (Ping Hai).

## Historia
En la segunda mitad del siglo XIX, la flota de la dinastía Qing era considerada como la más poderosa de Asia. Estaba estaba compuesta por todo tipo de barcos, desde unidades modernas a barcos obsoletos. No fue hasta la primera guerra sino-japonesa que esta superioridad se puso fin tras la destrucción de la flota, tras la clara supremacía de la armada imperial japonesa.
Ya entrado el siglo XX, la armada china se había quedado obsoleta frente a las presentes de otras potencias. Tras las victorias de Chiang Kai Shek, este buscó plasmar su programa de modernización del país, cuyo periodo es conocido como la Década de Nankín. Entre los diversos objetivos estaba el de actualizar y ampliar su flota, ya que esta no sería rival contra la del Imperio del Japón en caso de conflicto.
En 1929, el Ministerio Naval realizó varias ofertas a constructoras de diferentes países (Reino Unido, EE.UU, Alemania y Japón). Para el 5 de diciembre de 1930 se firmó el contrato con IHI, compañía japonesa. El proyecto fue principalmente hecho y dirigido por chinos con el apoyo de 50 japoneses expertos.
Pese a los intentos de crear un fuerte armada, el programa de modernización se vio afectado por diferentes sucesos ocurridos en la década de los 30: la invasión de Manchuria de 1931 y la larga marcha de 1934. El programa se paralizó definitivamente tras el inicio de la segunda guerra sino-japonesa en 1937.

## Diseño
La base para la creación de los barcos fue el crucero japonés Yūbari. Disponían de 6 cañones de 140mm distribuidos en tres torretas gemelas, ofreciendo la misma potencia y amplitud de fuego que el crucero japonés. Además, el barco líder poseía un pequeño hangar donde podía almacenar dos pequeños hidroaviones monoplaza, concretamente dos Aichi AB-3 japoneses (que solo se terminaría construyendo un prototipo) o una variante local llamada "Establecimiento aéreo naval Ning Hai". Estos poseían cuatro calderas, dos de carbón y dos de aceite.
Respecto al blindaje, los compartimentos de maquinaria tenían una cobertura de 25mm en los laterales y de 19mm en la parte de arriba. La munición poseía un blindaje de 76mm en los laterales y 25mm en el techo. Las torretas tenían 25mm por todo el contorno. 
Sus altos centros de gravedad, algo común en los diseños japoneses de la época, hacían que fueran inestables en la alta mar. El uso de tres motores anticuados realizados por la empresa Mitsubishi, para no excederse de la inversión inicial, hicieron que su velocidad máxima (23 nudos, 43km/h) fuera ligeramente inferior a los cruceros del momento. De todas maneras, como su función principal iba a ser la defensa costera, este factor negativo no fue visto de vital importancia. De todas maneras, para el siguiente modelo buscaron la manera para solventar el problema. Entre los cambios que se realizaron al Ping Hai encontramos una reducción del tamaño la superestructura, el sistema de control de incendios se redujo, se eliminó el hangar y se redujo a la mitad el armamento destinado a la defensa aérea. Respecto a la maquinaria también se realizaron cambios. Se eliminó una caldera y el eje central. Todo esto supuso un aumento de la estabilidad y el obtener una misma velocidad con un 30% menos de revoluciones.

## Barcos
| Nombre   | Constructor                | Inicio | Botado                   | Entrada en servicio     | Destino                                                                        |
| -------- | -------------------------- | ------ | ------------------------ | ----------------------- | ------------------------------------------------------------------------------ |
| Ning Hai | IHI Corporation            | 1930   | 10 de octubre de 1931    | 1 de septiembre de 1932 | Hundido en el río Yangtsé el 23 de septiembre de 1937 por la aviación japonesa |
| Ping Hai | Astillero Jiangnan Co. Ltd | 1931   | 28 de septiembre de 1935 | 18 de junio de 1936     | Hundido en el río Yangtsé el 23 de septiembre de 1937 por la aviación japonesa |